# Rapina alla banca di Gladbeck
La rapina alla banca di Gladbeck fu commessa a Gladbeck in Germania Ovest, nel 1988; due degli ostaggi vennero uccisi e un poliziotto rimase ucciso a seguito di un incidente stradale durante l'inseguimento dell'auto dei rapinatori. Durante la fuga, i rapinatori vagarono per tre giorni per la Germania rilasciando interviste ai giornalisti e il caso di cronaca attirò l'attenzione dell'intera Germania.
Fu il primo caso di circo mediatico in Germania con interferenze dirette da parte dei giornalisti che presero parte agli inseguimenti arrivando a intervistare rapinatori e ostaggi durante il sequestro. Dopo la conclusione, il comportamento tenuto dai giornalisti oltre a essere ritenuto di ostacolo al raggiungimento di una soluzione pacifica del caso, venne criticato anche dalla "Deutscher Presserat", una delle principali associazioni di giornalisti ed editori tedeschi, che vietò per il futuro qualsiasi intervista con i sequestratori durante i casi di rapimenti; il capo del più grande sindacato giornalistico tedesco (DJV), Michael Konken, definì il caso "l'ora più buia del giornalismo tedesco dalla fine della seconda guerra mondiale".

## Storia
La mattina di martedì 16 agosto 1988, il tedesco Hans Juergen Roesner ed il polacco Dieter Degowski, fecero irruzione armati di pistole e mascherati in una filiale della Deutsche Bank nel centro di Gladbeck. La polizia, subito avvertita, circondò l'edificio prima che la rapina fosse completata; i due rapinatori presero allora in ostaggio due impiegati minacciando di ucciderli e, dopo tre ore di trattative, riuscirono ad ottenere un'auto e 420.000 marchi tedeschi con la quale i due fuggirono insieme agli ostaggi verso Brema. Nonostante fossero inseguiti dalla polizia e da decine di mezzi dei giornalisti i banditi riuscirono a far perdere le loro tracce.
A un certo punto della loro fuga presero con loro anche la ragazza di Rösner e, il giorno dopo, raggiunsero Brema dove tentarono prima di noleggiare un'auto e poi si impossessarono di un autobus con più di 30 passeggeri. I giornalisti raggiunsero quindi la stazione degli autobus dove fecero foto anche a bordo del bus stesso e dove Rösner tenne una conferenza stampa con la pistola in mano.
Ripresero le trattative con la polizia e furono così liberate cinque persone per poi riprendere la fuga verso Amburgo; si fermarono in un'area di servizio, dove furono liberati i due impiegati della banca; qui la ragazza di Rösner, Marion Löblich, andò in bagno e venne arrestata dalla polizia; non vedendola tornare, i due rapinatori intimarono alla polizia la sua liberazione pena l'uccisione di un ostaggio e, scaduto l'ultimatum, Degowski minacciò di uccidere Tatiana De Giorgi, una bambina di nazionalità italiana; il fratello della bambina, Emanuele, intervenne e fu ucciso da un colpo di pistola; il corpo fu gettato sull'asfalto, costringendo quindi la polizia a liberare la complice.

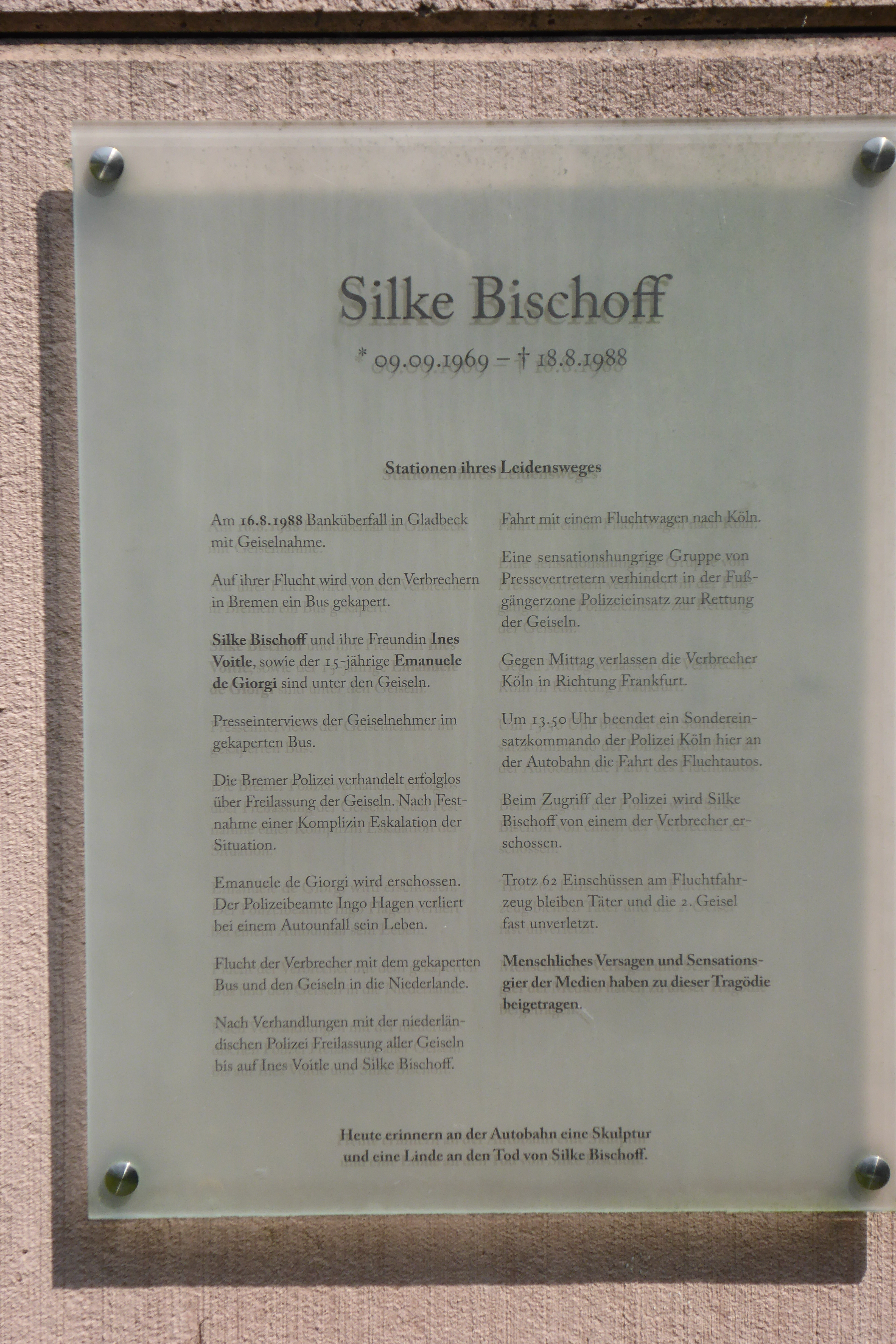
Targa commemorativa per Silke Bischoff

I rapinatori quindi ripresero la fuga, sempre inseguiti dalla polizia e dai mezzi della stampa e delle televisioni; durante l'inseguimento, a causa di un incidente stradale, un poliziotto rimase ucciso altri tre rimasero feriti. Arrivati in Olanda i fuggitivi avviarono una nuova trattativa con le autorità olandesi ottenendo un'altra auto e un salvacondotto, liberando così tutti gli ostaggi nell'autobus tranne due donne, la diciottenne Silke Bischoff e la sua amica Ines Voitle, e tornarono in Germania. Intanto gli eventi venivano trasmessi nei notiziari attirando l'attenzione di milioni di telespettatori in tutta la Germania. L'auto dei fuggitivi venne poi rintracciata in un parcheggio di Colonia con all'interno ancora i due rapinatori, la ragazza e i due ostaggi; decine di giornalisti circondarono l'auto arrivando a inserire i microfoni attraverso i finestrini. Uno degli ostaggi, Silke Bischoff, con una pistola premuta sul collo, rispose alle domande di un giornalista mentre uno dei rapinatori, Degowski, chiaramente sotto l'effetto di alcol o altre sostanze, si vantò di aver già ucciso qualcuno e l'altro, Rösner, continuava a ripetere che non si sarebbero arresi e fece anche delle foto in posa per i giornalisti. Fu improvvisata anche un'intervista televisiva a Degowski dove uno dei giornalisti chiese al cameraman se fosse il caso di farsi puntare anche lui una pistola alla testa. Un giornalista, Udo Röbel, cercò di instaurare un dialogo coi rapinatori arrivando a entrare in auto con loro per guidarli sull'autostrada verso Francoforte. Röbel rimase con loro per circa un'ora, fino a quando non venne fatto scendere in una stazione di servizio sull'autostrada; qui venne raggiunto e intervistato da una troupe televisiva.
In prossimità di Bonn, i criminali furono assaltati dalla polizia con bombe fumogene e vennero arrestati; nel conflitto a fuoco rimase uccisa una delle due donne in ostaggio, Silke Bischoff, mentre l'altra venne solo ferita.
Il 20 novembre 1988, il ministro degli interni dello Stato di Brema, Bernd Meyer, si dimise per gli errori commessi dalla polizia.

## Processo
I due rapinatori vennero condannati all'ergastolo e Marion Löblich a nove anni ma venne liberata dopo averne scontati sei. Dieter Degowski venne rilasciato nel 2017 e gli venne data una nuova identità. In Germania l'ergastolo non può essere superiore a trent'anni di prigione.

## Influenza culturale
Il comportamento di Röbel venne fortemente criticato e gli organi di regolamentazione della stampa tedesca modificarono le proprie linee guida a seguito di quanto era successo imponendo ai giornalisti di non tentare di fare da intermediatore tra criminali e polizia e di fare interviste durante il crimine con i responsabili dello stesso.